# Julie R. Ølgaard
Julie Rosenstand Ølgaard (* 29. September 1981 in Kopenhagen) ist eine dänische Schauspielerin.

## Leben
Julie R. Ølgaard wuchs in Hellerup auf. Im Jahr 1999 beendete sie nach drei Jahren Ausbildung ihr Schauspielstudium am Lee Strasberg Theatre and Film Institute in Los Angeles.
Mit dem Horrorfilm Midsummer hatte sie 2003 ihren ersten großen Erfolg. Seitdem war sie in Filmen wie Nach der Hochzeit, Headhunters sowie in der Rolle der Nanna Birk Larsen in der ersten Staffel von Kommissarin Lund – Das Verbrechen zu sehen. Für ihre Darstellung der Trine in Christian E. Christiansens Drama Råzone wurde sie als beste Hauptdarstellerin für einen Bodil nominiert. Eine Nominierung als beste Hauptdarstellerin für einen Robert erhielt sie 2009 für ihre Rolle der Stephanie in Christian E. Christiansens Drama Dig og Mig.
Ølgaard ist mit dem dänischen Rapper L.O.C. verheiratet.

## Filmografie (Auswahl)
- 2003: Midsummer (Midsommer)
- 2005: Totschlag – Im Teufelskreis der Gewalt (Drabet)
- 2006: Nach der Hochzeit (Efter brylluppet)
- 2006: Råzone
- 2007: Om natten (Kurzfilm)
- 2007: Kommissarin Lund – Das Verbrechen (Forbrydelsen, Fernsehserie, acht Folgen)
- 2008: Dig og mig
- 2011: Headhunters (Hodejegerne)
- 2023: The Angel Maker